# Кики Д’Эйр
Кики Д’Эйр (англ. Kiki D'Aire), настоящее имя Дженнифер Бирден (англ. Jennifer Bearden, род. 18 сентября 1976, Мемфис, Теннесси) — американская порноактриса и стриптизёрша, член Зала славы AVN.

## Биография
Родилась 18 сентября 1976 года в Мемфисе. Имеет французские и индейские (чероки) корни. О своём детстве говорит, что она была «девочкой, готовой к серьёзному нудистскому бунту». Утверждает, что первый сексуальный опыт у неё был в 12 лет с соседкой.
До карьеры в порно несколько месяцев работала стриптизёршей в одном клубе вместе с матерью. По её словам, матери надоело конкурировать с дочерью за чаевые, и поэтому её уволили. С тех пор они не общались.
В порноиндустрии дебютировала в 1999 году со съёмок в фильме Lesbian Virgins 4 со стриптизёршей из Тампы, Флорида. решив продолжить карьеру в порно, порвала с бойфрендом, который был против и переехала в Лос-Анджелес.
В основном снималась в гетеросексуальном порно, в том числе в гонзо, но иногда работала и с женщинами. Также снималась для журналов, таких как Hustler, Taboo, Gent, Petite и Busty Beauties.
4 октября 2000 года вызвалась принять участие в мероприятии по сбору средств для Фонда медицинского здравоохранения работников порноиндустрии (Adult Industry Medical Health Care Foundation), танцуя в нудистском клубе DeJaVu.
20 января 2001 года объявила об открытии своего веб-сайта. В 2003 году была номинирована на премию AVN Awards в категории «лучшая лесбийская сцена» за фильм New Wave Hookers 6 (вместе с Райан Коннер и Моник ДеМун).
В 2006 году сделала паузу в карьере, переехав в Новый Орлеан и поступила в колледж. Летом 2011 года вернулась к съёмкам.
В 2019 году была введена в Зал славы AVN. Снялась более чем в 400 фильмах.

## Награды и номинации
- 2019 — Зал славы AVN